# Einwahlknoten
Ein Einwahlknoten (englisch dial-in node) ist ein über ein Festnetz, zum Beispiel POTS oder ISDN, oder Mobilfunknetz erreichbarer Knotenpunkt (PoP), über den sich ein Benutzer in das Internet oder ein anderes Netzwerk, zum Beispiel das LAN eines Unternehmens, einwählen kann. Einwahlknoten werden von Internet Service Providern, daneben auch von Bürgernetzen, Hochschulen und Betreibern von Mehrwertdiensten, zur Verfügung gestellt.